# Бренак
Брена́к (фр. Brenac) — колишній муніципалітет у Франції, у регіоні Окситанія, департамент Од. Населення — 207 осіб (2011).
Муніципалітет був розташований на відстані близько 670 км на південь від Парижа, 165 км на південний захід від Монпельє, 40 км на південний захід від Каркассонна.

## Історія
До 2015 року муніципалітет перебував у складі регіону Лангедок-Русійон. Від 1 січня 2016 року належав до нового об'єднаного регіону Окситанія.
1 січня 2016 року Бренак було приєднано до муніципалітету Кіян.

## Демографія
Динаміка населення (INSEE ):
Розподіл населення за віком та статтю (2006):
| Стать | Всього | До 15 років | 15-24 | 25-44 | 45-64 | 65-85 | Понад 85 |
| --- | ------ | ----------- | ----- | ----- | ----- | ----- | -------- |
| Чоловіки | 116    | 12          | 8     | 28    | 40    | 20    | 8        |
| Жінки | 76     | 0           | 4     | 16    | 32    | 24    | 0        |
| \| Статево-вікова піраміда \| Статево-вікова піраміда \| Статево-вікова піраміда \| \| ----------------------- \| ----------------------- \| ----------------------- \| \| Чоловіки \| Вік \| Жінки \| \| 8 \| 85 + \| 0 \| \| 8 \| 80-84 \| 4 \| \| 4 \| 75-79 \| 0 \| \| 8 \| 70-74 \| 16 \| \| 0 \| 65-69 \| 4 \| \| 8 \| 60-64 \| 8 \| \| 20 \| 55-59 \| 20 \| \| 4 \| 50-54 \| 4 \| \| 8 \| 45-49 \| 0 \| \| 8 \| 40-44 \| 8 \| \| 4 \| 35-39 \| 4 \| \| 4 \| 30-34 \| 4 \| \| 12 \| 25-29 \| 0 \| \| 0 \| 20-24 \| 4 \| \| 8 \| 15-20 \| 0 \| \| 0 \| 10-14 \| 0 \| \| 4 \| 5-9 \| 0 \| \| 8 \| 0-4 \| 0 \| |        |             |       |       |       |       |          |
| Статево-вікова піраміда |        |             |       |       |       |       |          |
| Чоловіки | Вік    | Жінки       |       |       |       |       |          |
| 8 | 85 +   | 0           |       |       |       |       |          |
| 8 | 80-84  | 4           |       |       |       |       |          |
| 4 | 75-79  | 0           |       |       |       |       |          |
| 8 | 70-74  | 16          |       |       |       |       |          |
| 0 | 65-69  | 4           |       |       |       |       |          |
| 8 | 60-64  | 8           |       |       |       |       |          |
| 20 | 55-59  | 20          |       |       |       |       |          |
| 4 | 50-54  | 4           |       |       |       |       |          |
| 8 | 45-49  | 0           |       |       |       |       |          |
| 8 | 40-44  | 8           |       |       |       |       |          |
| 4 | 35-39  | 4           |       |       |       |       |          |
| 4 | 30-34  | 4           |       |       |       |       |          |
| 12 | 25-29  | 0           |       |       |       |       |          |
| 0 | 20-24  | 4           |       |       |       |       |          |
| 8 | 15-20  | 0           |       |       |       |       |          |
| 0 | 10-14  | 0           |       |       |       |       |          |
| 4 | 5-9    | 0           |       |       |       |       |          |
| 8 | 0-4    | 0           |       |       |       |       |          |

## Економіка
2010 року серед 124 осіб працездатного віку (15—64 років) 84 були активними, 40 — неактивними (показник активності 67,7%, у 1999 році було 66,1%). З 84 активних мешканців працювали 64 особи (37 чоловіків та 27 жінок), безробітними було 20 (10 чоловіків та 10 жінок). Серед 40 неактивних 6 осіб було учнями чи студентами, 20 — пенсіонерами, 14 були неактивними з інших причин.

У 2010 році в муніципалітеті числилось 100 оподаткованих домогосподарств, у яких проживали 201,0 особи, медіана доходів виносила 13 108 євро на одного особоспоживача